# Vuelta a España 1996
Die 51. Vuelta a España wurde in 22 Abschnitten und 3898 Kilometern vom 7. bis zum 29. September 1996 ausgetragen und vom Schweizer Alex Zülle gewonnen. Laurent Jalabert gewann die Punktwertung, Tony Rominger die Bergwertung, Jürgen Werner die Meta Volantes-Wertung und Team Polti die Mannschaftswertung.

## Etappen
| Etappe | von                  | nach                 | km         | Gewinner               | Maillot amarillo |
| ------ | -------------------- | -------------------- | ---------- | ---------------------- | ---------------- |
| 1      | Valencia             | Valencia             | 162        | Biagio Conte           | Biagio Conte     |
| 2      | Valencia             | Cuenca               | 210        | Nicola Minali          | Biagio Conte     |
| 3      | Cuenca               | Albacete             | 167        | Laurent Jalabert       | Laurent Jalabert |
| 4      | Albacete             | Murcia               | 166,5      | Tom Steels             | Laurent Jalabert |
| 5      | Murcia               | Almería              | 208        | Jeroen Blijlevens      | Laurent Jalabert |
| 6      | Almería              | Málaga               | 196,5      | Fabio Baldato          | Fabio Baldato    |
| 7      | Málaga               | Marbella             | 171        | Fabio Baldato          | Fabio Baldato    |
| 8      | Marbella             | Jerez de la Frontera | 220        | Nicola Minali          | Fabio Baldato    |
| 9      | Jerez de la Frontera | Córdoba              | 230,5      | Nicola Minali          | Fabio Baldato    |
| 10     | El Tiemblo           | Ávila                | 46,5 (EZF) | Alex Zülle             | Alex Zülle       |
| 11     | Ávila                | Salamanca            | 188        | Marco Antonio Di Renzo | Alex Zülle       |
| 12     | Benavente (POR)      | Alto del Naranco     | 188        | Daniele Nardello       | Alex Zülle       |
| 13     | Oviedo               | Lagos de Covadonga   | 159        | Laurent Jalabert       | Alex Zülle       |
| 14     | Cangas de Onís       | Cabárceno            | 202,5      | Biagio Conte           | Alex Zülle       |
| 15     | Cabárceno            | Valdezcaray          | 220        | Alex Zülle             | Alex Zülle       |
| 16     | Logroño              | Sabiñánigo           | 221        | Biagio Conte           | Alex Zülle       |
| 17     | Sabiñánigo           | Aramón Cerler        | 165,5      | Oliverio Rincón        | Alex Zülle       |
| 18     | Benasque             | Saragossa            | 219,5      | Dmitri Konyschew       | Alex Zülle       |
| 19     | Getafe               | Ávila                | 217        | Laurent Dufaux         | Alex Zülle       |
| 20     | Ávila                | Segovia              | 209,5      | Gianni Bugno           | Alex Zülle       |
| 21     | Segovia              | Segovia              | 43 (EZF)   | Tony Rominger          | Alex Zülle       |
| 22     | Madrid               | Madrid               | 157,5      | Tom Steels             | Alex Zülle       |

## Endstände
| Sieger                | Alex Zülle        | 97:31:46 h  |
| Zweiter               | Laurent Dufaux    | + 6:23 min  |
| Dritter               | Tony Rominger     | + 8:29 min  |
| Vierter               | Roberto Pistore   | + 10:13 min |
| Fünfter               | Stefano Faustini  | + 11:21 min |
| Sechster              | Georg Totschnig   | + 11:33 min |
| Siebter               | Davide Rebellin   | + 13:16 min |
| Achter                | Andrea Perón      | + 14:46 min |
| Neunter               | Bobby Julich      | + 15:10 min |
| Zehnter               | Fernando Escartín | + 18:36 min |
| Punktewertung         | Laurent Jalabert  | 237 P.      |
| Zweiter               | Nicola Minali     | 163 P.      |
| Dritter               | Tom Steels        | 142 P.      |
| Bergwertung           | Tony Rominger     | 153 P.      |
| Zweiter               | Laurent Jalabert  | 120 P.      |
| Dritter               | Dmitri Konyschew  | 107 P.      |
| Meta Volantes-Wertung | Jürgen Werner     | 50 P.       |
| Teamwertung           | Team Polti        | 293:10:54 h |